# Messinastraat
De Messinastraat is een straat in Amsterdam-Oost.
De straat werd op 30 oktober 1991 per raadsbesluit stadsdeel Zuid vernoemd naar de Siciliaanse havenstad Messina; liggend aan de Straat van Messina. De KNSM, hier lange tijd gevestigd verzorgde een lijndienst naar Messina. De straat ligt tussen de Sumatrakade (noorden) en de KNSM-laan.
Aan deze korte straat staan slechts twee gebouwen. Aan de westzijde (oneven, huisnummers 1 en 3) staat de oostelijke gevel van Loods 6. Aan de oostzijde staat een woonblokje met adressen aan de Messinastraat (2-48) en KNSM-laan (313-325), dat uit 1924 stamt en in 1991 aangepast/gerenoveerd is voor 21e-eeuwse bewoning. De Messinastraat is voetgangersgebied.

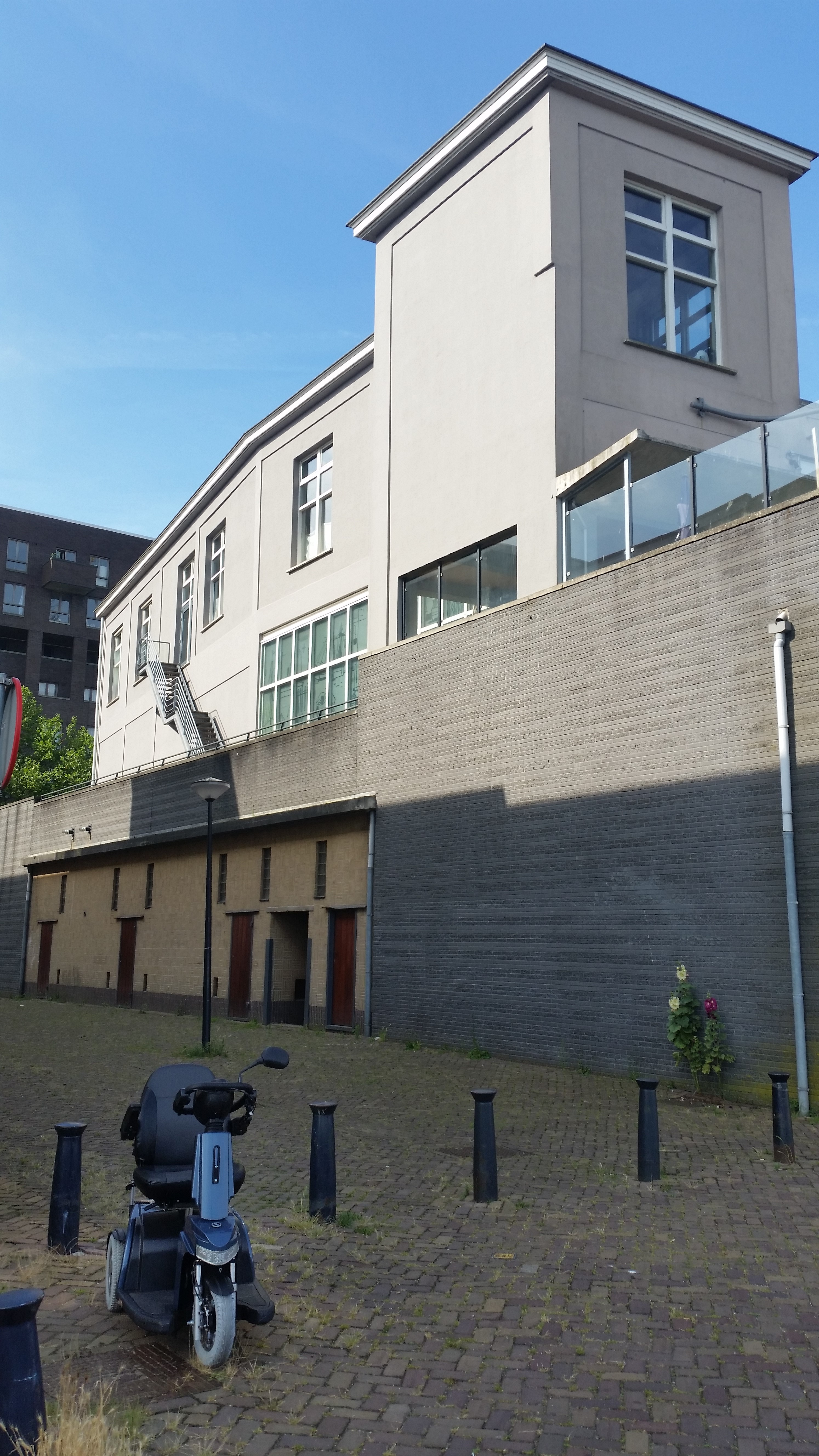
Zijgevel loods 6 aan Messinastraat (juli 2019)